# Musa Muslihuddin
Musa Muslihuddin, noto come Merkez Efendi (Denizli, 1463 – Istanbul, 1552), è stato un mistico e medico turco.
Egli era un sufi (mistico islamico) e lo sceicco della Tariqa Khalwatiyya (ordine dei dervisci di Halveti). Ricevette il suo soprannome Merkez Efendi quando il suo sceicco Sumbul Sinani († ca 1529) era alla ricerca di un degno successore che avrebbe dovuto prendere dopo di lui la posizione di capo della Tariqa degli Halveti. Perciò affidò ai suoi dervisci un compito e pose loro la domanda: "Se fossi Dio, cosa faresti?". Alcuni dei suoi discepoli per soggezione non risposero, dicendo solo che si sarebbero rifugiati in Allah, il Signore dei mondi. Altri risposero in modo impersonale e in termini filosofici. Musa Muslihuddin, tuttavia, replico' al suo sceicco che egli vedeva intorno a lui un ordine perfetto e immutabile. Questo detto è la ragione del suo soprannome Markaz, che significa in arabo "centro". Alla fine egli divenne il successore di Sumbul Sinani. Ancora oggi, un cimitero lungo la cinta muraria bizantina di Istanbul prende il nome da Merkez Efendi.

## Discendenza
Ebbe due figli e una figlia da una moglie ignota:
- Derviş Çelebi
- Ali Çelebi
- Ümmü Hatun

È possibile che nel 1551 si sia risposato con Şah Sultan, figlia di Selim I e sorellastra di Solimano il Magnifico, morendo però l'anno seguente.

## Inventore del rimedio Mesir Macunu
Merkez Efendi è l'inventore del rimedio chiamato mesir macunu. Questo rimedio è un tipo di pasta edibile il quale è stato (ed è ancora) usato contro le malattie. Essa consiste in una miscela di 41 erbe medicinali, spezie, semi, radici e resine, che viene quindi miscelata con miele in una pasta scura. Si dice che la pasta abbia proprietà curative contro varie malattie.